# Ängbyplan (Stockholms tunnelbana)
Ängbyplan ist eine oberirdische Station der Stockholmer U-Bahn. Sie befindet sich im Stadtteil Södra Ängby. Die Station wird von der Gröna linjen des Stockholmer U-Bahn-Systems bedient. Sie gehört zu den eher mäßig frequentierten Stationen des U-Bahn-Netzes. An einem normalen Werktag steigen 1.650 Pendler hier zu.
Die Station wurde am 26. Oktober 1952 in Betrieb genommen, als der U-Bahn-Abschnitt Hötorget–Vällingby eingeweiht wurde. Die Bahnsteige befinden sich oberirdisch in Hochlage. Die Station liegt zwischen den Stationen Åkeshov und Islandstorget. Bis zum Stockholmer Hauptbahnhof sind es etwa acht Kilometer.

## Reisezeit
| Linie | bis Station     | Reisezeit | bis Station                                  | Reisezeit                         |
| T19   | Hässelby strand | 11 min    | Åkeshov Alvik T-Centralen Gamla stan Slussen | 3 min 10 min 23 min 24 min 26 min |
| T19   | Hagsätra        | 46 min    | Åkeshov Alvik T-Centralen Gamla stan Slussen | 3 min 10 min 23 min 24 min 26 min |